# Jean-François Cagnet
Jean-François Cagnet, nato Baumont (1756), è stato un giardiniere francese.
Attivo fra il 1790 e forse il 1801, partecipò, sotto la guida del botanico André Michaux, alla spedizione scientifica di Nicolas Baudin avvenuta dal  1800 al 1804.

## Biografia

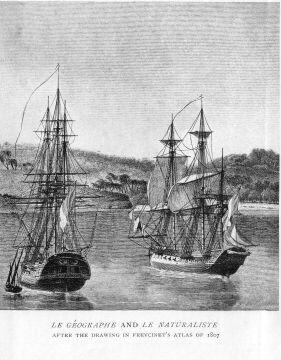
Le corvette Geografo e Naturalista illustrate nella rivista "Freycinet"

Era un tecnico giardiniere che lavorava per il famoso botanico André Michaux. Nel 1800 seguì il maestro nella celebre spedizione organizzata e comandata da Nicolas Baudin verso i mari australi al fine di esplorare e cartografare le coste della Nuova Olanda (oggi Australia), compiere osservazioni scientifiche e raccogliere e collezionare nuove specie vegetali.
La spedizione era composta da due corvette: la Géographe e la Naturaliste. Questo fu forse il più grande viaggio del suo genere nel XIX secolo. Vi partecipò un gruppo di 22 specialisti, fra scienziati, artisti e ingegneri, e un equipaggio di circa 120 marinai. Cagnet era imbarcato sul "Naturaliste", ai comandi del capitano Hamelin, ed era inserito in una squadra di altri cinque giardinieri che parteciparono al viaggio; fra gli altri vi erano Antoine Sautier, Merlot  (indicato come africano) e Antoine Guichenot, tutti sotto la supervisione del capo agronomo Anselme Riedlé.
Ma nel marzo-aprile del 1801 André Michaux abbandonò la spedizione già al secondo scalo, l'Isle de France (oggi Mauritius) e Cagnet lo seguì. Le ragioni di questa defezione non sono del tutto chiare. Ufficialmente Michaux disse che, alla fine del viaggio, non intendeva cedere le proprie collezioni al governo francese, ma è assai più probabile che egli non riuscisse a tollerare l'autoritarismo con cui Nicolas Baudin conduceva l'intera spedizione.
Baudin si dispiacque per la partenza di Michaux, che stimava realmente, ma non per la perdita di altri undici scienziati e giardinieri che lasciarono le navi assieme a Michaux e Cagnet.  Anche il Luogotenente di Vascello François-André Baudin, con la scusa di una malattia, abbandonò la nave. Dopo una lunga serie di altre defezioni, contrarietà e ostacoli logistici, le due corvette ripresero il viaggio verso le coste della Nuova Olanda.
Michaux restò un anno a l'"Isle de France", poi si trasferì in Madagascar dove poco dopo morì. Da questo momento in poi nulla si sa più di Cagnet.